# 앤서니 밍겔라
앤서니 밍겔라(영어: Anthony Minghella, CBE, 1954년 1월 6일 ~ 2008년 3월 18일)는 잉글랜드의 영화 감독이다.
대표작으로 1997년 아카데미 감독상 수상작 《잉글리쉬 페이션트》 등이 있다.

## 작품 목록
- 유령과의 사랑 (1990)
- 미스터 원더풀 (1993)
- 잉글리쉬 페이션트 (1996)
- 리플리 (1999)
- 콜드 마운틴 (2003)
- 브레이킹 앤 엔터링 (2006)

## 서훈
- 2001년 대영 제국 훈장 3등급(CBE) 수훈[1]